# Oncidium dactylopterum
Oncidium dactylopterum är en orkidéart som beskrevs av Heinrich Gustav Reichenbach. Oncidium dactylopterum ingår i släktet Oncidium och familjen orkidéer. Inga underarter finns listade i Catalogue of Life.